# Algarve Cup
De Algarve Cup is een internationaal vrouwenvoetbaltoernooi dat jaarlijks in de Portugese Algarve wordt georganiseerd sinds 1994. Het is het grootste vriendschappelijke toernooi voor nationale vrouwenteams.
| Jaar | Finale                                | Finale | Finale                                                                  |
| Jaar | Winnaar                               | Uitslag | Runner-up                                                               |
| ---- | ------------------------------------- | --- | ----------------------------------------------------------------------- |
| 1994 | Noorwegen                             | 1–0 | Verenigde Staten                                                        |
| 1995 | Zweden                                | 3–2 | Denemarken                                                              |
| 1996 | Noorwegen                             | 4–0 | Zweden                                                                  |
| 1997 | Noorwegen                             | 1–0 | China                                                                   |
| 1998 | Noorwegen                             | 4–1 | Denemarken                                                              |
| 1999 | China                                 | 2–1 | Verenigde Staten                                                        |
| 2000 | Verenigde Staten                      | 1–0 | Noorwegen                                                               |
| 2001 | Zweden                                | 3–0 | Denemarken                                                              |
| 2002 | China                                 | 1–0 | Noorwegen                                                               |
| 2003 | Verenigde Staten                      | 2–0 | China                                                                   |
| 2004 | Verenigde Staten                      | 4–1 | Noorwegen                                                               |
| 2005 | Verenigde Staten                      | 1–0 | Duitsland                                                               |
| 2006 | Duitsland                             | 0–0 (p. 4–3) | Verenigde Staten                                                        |
| 2007 | Verenigde Staten                      | 2–0 | Denemarken                                                              |
| 2008 | Verenigde Staten                      | 2–1 | Denemarken                                                              |
| 2009 | Zweden                                | 1–1 (p. 4–3) | Verenigde Staten                                                        |
| 2010 | Verenigde Staten                      | 3–2 | Duitsland                                                               |
| 2011 | Verenigde Staten                      | 4–2 | IJsland                                                                 |
| 2012 | Duitsland                             | 4–3 | Japan                                                                   |
| 2013 | Verenigde Staten                      | 2–0 | Duitsland                                                               |
| 2014 | Duitsland                             | 3–0 | Japan                                                                   |
| 2015 | Verenigde Staten                      | 2–0 | Frankrijk                                                               |
| 2016 | Canada                                | 2–1 | Brazilië                                                                |
| 2017 | Spanje                                | 1–0 | Canada                                                                  |
| 2018 | Nederland & Zweden                    | Geen finale door slecht weer. Beide finalisten uitgeroepen tot winnaar.                                                 | Geen finale door slecht weer. Beide finalisten uitgeroepen tot winnaar. |
| 2019 | Noorwegen                             | 3-0 | Polen                                                                   |
| 2020 | Duitsland                             | Finale niet gespeeld en Duitsland uitgeroepen tot winnaar omdat Italië zich terugtrok vanwege de uitbraak van COVID-19. | Italië                                                                  |
| 2021 | Afgelast vanwege de COVID-19-pandemie | Afgelast vanwege de COVID-19-pandemie                                                                                   | Afgelast vanwege de COVID-19-pandemie                                   |